# Жассонь, Фердинан
Фердинан Жассонь (фр. Ferdinand Jassogne, р.22 сентября 1915) — бельгийский фехтовальщик-саблист, призёр чемпионатов мира.

## Биография
Родился в 1915 году в Брюсселе В 1947 году стал серебряным призёром чемпионата мира. В 1948 году принял участие в Олимпийских играх в Лондоне, но там бельгийские саблисты стали лишь 4-ми.  В 1951 году стал бронзовым призёром чемпионата мира.